# Mimectatina singularis
Mimectatina singularis es una especie de escarabajo longicornio del género Mimectatina, tribu Desmiphorini, subfamilia Lamiinae. Fue descrita científicamente por Aurivillius en 1927.
La especie se mantiene activa durante el mes de abril.

## Descripción
Mide 10-14 milímetros de longitud.

## Distribución
Se distribuye por Filipinas.